# Д’Отремон, Жанна Мари Нэнси
Жанна Мари Нэнси д'Отремон (фр. Jeanne Marie Nancy d’Autremont; ур. де Мартель (фр. de Martel); 23 мая, 1899, Брест — 4 ноября, 1979, Париж) — французская шахматистка, трёхкратная чемпионка Франции по шахматам среди женщин (1928, 1929, 1932), участница чемпионата мира по шахматам среди женщин (1933).

## Биография
Родом из бретонской знати, ее отец был командиром военного корабля. В 1926 году вышла замуж за Люсьена Бриде д’Отремона и переехала в Париж. Трижды выигрывала чемпионат Франции по шахматам среди женщин, притом всегда занимала в этих турнирах второе место, но становилась чемпионкой, так как у победительницы не было французского гражданства. В 1928 и 1929 году такой шахматисткой оказалась Полетт Шварцман, а в 1932 году — Алиса Тонини. Занимала также заняла третье место в чемпионатах Франции в 1927 и 1933 годах. В 1933 году участвовала в турнире за звание чемпионки мира по шахматам в Фолкстоне, в котором заняла 7-е место (победила Вера Менчик).